# El Centenario (Baja California Sur)
El Centenario es una pequeña localidad costera ubicada en el municipio de La Paz, Baja California Sur, México, aproximadamente a 15 km al oeste de La Paz, la ciudad capital. El Centenario tenía una población censal de 2015 de 6.068 personas.  
Desde su fundación, El Centenario se ha convertido en un suburbio de La Paz. La mayoría de los residentes que trabajan se trasladan a La Paz o áreas circundantes. En los últimos años, El Centenario se ha convertido en un lugar favorito para los ciudadanos de Estados Unidos y Canadá para construir nuevas casas, ya sea como casas de vacaciones o como residencias principales para la jubilación. El menor costo de vida, en comparación con Estados Unidos, especialmente California o Florida, más la rápida modernización de Baja California Sur, lo ha convertido en una alternativa cada vez más viable para jubilarse. Los nuevos vecindarios con una creciente población de habla inglesa incluyen Lomas del Centenario y Haciendas Palo Verde.